# Höchenschwand
Höchenschwand es un municipio en el distrito de Waldshut en Baden-Wurtemberg, Alemania. Está ubicado sobre una altiplanicie a 1015 m s. n. m. en la Selva Negra Meridional entre Waldshut y Schluchsee.

## Enlaces
- Wikimedia Commons alberga una categoría multimedia sobre Höchenschwand.
- www.hoechenschwand.de